# والدبرون (بادن-وورتمبرگ)
والدبرون (به آلمانی: Waldbrunn) یک شهر در آلمان است که در نکار-ادنوالد واقع شده‌است.